# Коллинс, Бен (автогонщик)
Бен Ко́ллинс (англ. Ben Collins, родился 13 февраля 1975 года) — британский автогонщик. С 1994 года выступал в различных соревнованиях, включая Формулу три и IRL Indy Lights, на спортивных и серийных автомобилях.
Помимо участия в гонках, Бен Коллинс работал как каскадер в Голливуде, в частности, снимался в фильмах про Джеймса Бонда «Квант милосердия», «Казино Рояль» и «Скайфолл».
Компания Бена Коллинса Collins Autosport занимается постановкой автомобильных трюков в кино и для телевидения, в частности для программ BBC Television, включая Top Gear и Top Gear Live. Коллинс восемь лет был анонимным водителем в передаче Top Gear, известным как Стиг.

## Личная жизнь
Коллинс родился в Бристоле, но провел первые десять лет своей жизни в Калифорнии, США, где его отец работал в дистрибьюторской компании. В Калифорнии занимался плаванием, достиг уровня олимпийского стандарта для юниоров. Планировал стать военным летчиком, но не прошёл отбор по зрению.
После окончания школы изучал право в университете Эксетера. Коллинс четыре года прослужил в британской армии, в том числе в спецназе в качестве инструктора по вождению .
Его карьера гонщика началась в 1994 году. До этого Коллинс работал бренд-менеджером моделей автомобилей Scalextric компании Hornby.
Женат, имеет троих детей.

## Гонки

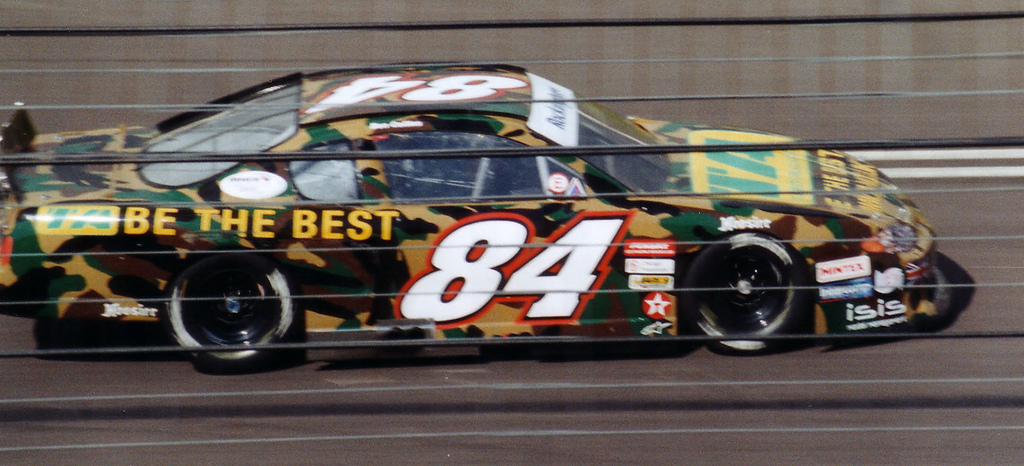
Бен Коллинс за рулем автомобиля № 84 в 2003 году на чемпионате СГГА в Европе

1995 год — Коллинс выступил в Формуле-Воксхолл Юниор, закончив гонку третьим с двумя победами и восемью подиумами. Занял второе место в зимних сериях Formula Opel.
В 1996 году Бен Коллинс впервые принял участие в британском чемпионате Формулы 3.
В 1997 году он финишировал восьмым в Гран-При Макао.
В 1999 году участвовал в американских сериях IRL Indy Lights, где занял 13 место в турнирной таблице.
В 2000 году Коллинс вернулся в Британскую Формулу-3, где вступая за Carlin Motorsport финишировал восьмым. В этом же году он пришёл восьмым в Мастерс Формула-3 в Зандворте. Помимо этого, Коллинс работал водителем-испытателем в Ascari и проводил испытания автомобилей для Формула один автомобилей.
В 2001 году Коллинс выступил в FIA Sportscar Championship за команду Ascari в паре с Вернером Лупбергером. Они победили в Донингтон парке и закончили гонку шестыми. В этом же году пара приняла участие в 24 часа Ле-Мана.
В 2003 и 2004 годах Коллинс участвовал в сериях ASCAR European Oval в составе RML, где победил в шести гонках.
В 2005 году Коллинс выступал в гонках спортивных автомобилей British GT Championship и FIA в чемпионате GT в команде Embassy Racing.
В 2006 году он вернулся в Ascari, выступив в ФИА GT3 Чемпионата Европы.
В 2007 — в NASCAR Nextel Cup на Lakeland Speedway за команду Red Bull.
В серии Ле-Ман сезона 2010 он выступал за команду RML AD Group
.
В 2010 году Коллинс также принимал участие в последнем Dunlop MSA British Touring Car, выступая на автомобиле BMW за команду Motorbase Performance. В первом заезде он финишировал 14, во втором — 12 и не принимал участия в третьем.

### 24 часа Ле-Мана, результаты
| Год  | Команда      | Co-drivers                      | Car                    | Класс  | Laps | Pos. | Class Pos. |
| ---- | ------------ | ------------------------------- | ---------------------- | ------ | ---- | ---- | ---------- |
| 2001 | Team Ascari  | Вернер Люпбергер Харри Тойвонен | Ascari A410-Judd       | LMP900 | 134  | DNF  | DNF        |
| 2002 | Team Ascari  | Вернер Люпбергер Т. Джей Белл   | Ascari KZR-1-Judd      | LMP1   | 17   | DNF  | DNF        |
| 2011 | RML          | Майк Ньютон Томас Эрдос         | HPD ARX-01d            | LMP2   | 314  | 12th | 4th        |
| 2014 | Krohn Racing | Трейси Крон Никлас Йонсон       | Ferrari 458 Italia GT2 | GTE Am | 325  | 30th | 10th       |

## Работа в СМИ и кино
Бен Коллинс — постоянный автор журнала «Autosport», где пишет об испытаниях гоночных автомобилей. Он сотрудничает также с «Санди Таймс», был ведущим канала Sky Sports, освещал для телевидения гонки NASCAR и принимал участие в телепрограммах Top Gear (BBC Two), Pulling Power (ITV1) и Driven (Channel 4)
.
Бен Коллинс выполнял автомобильные трюки в лондонских эпизодах фильма "Сокровище нации: Книга тайн", где дублировал Николаса Кейджа.
В 2008 году он водил Aston Martin DBS Джеймса Бонда (актер Дэниел Крейг) на съемках фильма «Квант милосердия».
Коллинс является мировым рекордсменом по максимальной дистанции вождения автомобиля на двух колесах (маневр называется «катание на лыжах»).

### Top Gear
Бен Коллинс пришел в эту популярную телепрограмму Би-би-си в 2003 году.
В 2003 году он участвовал в качестве члена команды BBC Top Gear в гонках Citroën 2CV. Команда финишировала тринадцатой из 34 участников с отставанием от лидеров в 24 круга, Коллинс прошел круг быстрее всех.
В 2004 году Коллинс появился в четвертом сезоне Топ Гир вместе с парашютистом Тимом Картером.
Во время трюка Картер прыгал с самолета Цессны и приземлялся в Мерседес с открытым верхом , который на высокой скорости вел Коллинс.
В 2004 году Коллинс фигурирует в пятом эпизоде за рулем Лансер Эво VII в и в гонке против Тома Киркмана, чемпиона мира по маунтинборду.
В начале шестого эпизода Коллинс в компании с другими гонщиками и каскадерами играл в футбол на автомобилях марки Тойота Айго. Коллинс играл за команду ведущего «Топ Гир» Ричарда Хаммонда.
Коллинс был за рулем Honda Civic Type R против Джереми Кларксона в шестом эпизоде 10 сезона.

## Книги
- Бен Коллинс. Водить как Стиг = How to Drive The Ultimate Guide – From the Man Who Was the Stig. — М.: Альпина нон-фикшн, 2016. — 288 с. — ISBN 978-5-91671-465-4.

- Ben Collins.  = The Man in the White Suit: The Stig, Le Mans, the Fast Lane and Me Hardcover. — UK: HarperCollins, 2016. — 352 с. — ISBN 978-0007327966.